# Северный оптический телескоп
Северный оптический телескоп (англ. Nordic Optical Telescope (NOT)) — оптический телескоп-рефлектор с главным зеркалом диаметром 2,56 метра, расположенный в обсерватории Роке де лос Мучачос на острове Пальма (Канарские острова, Испания). Первый свет был получен в 1988 году, а постоянные наблюдения начались в 1989 году. В строительстве телескопа участвовали: Дания, Швеция, Исландия, Норвегия и Финляндия. Доступ предоставляется для астрономов всех национальностей в рамках международных комитетов распределения наблюдательного времени. Северный оптический телескоп был первым инструментом с использованием активной оптики. Реализуется проект по наблюдениям околоземных астероидов «Nordic Near-Earth-Object Network of Spaceguard (NEON)». Код Центра малых планет: «J50».

## Приборы на телескопе
- ALFOSC: ПЗС (оптический диапазон) спектрограф слабых объектов и 4 Мегапиксельная камера
- NOTCam: 1 Мегапиксельная en:HgCdTe Гавайская ИК-камера и спектрограф
- MOSCA: 16 Мегапиксельная ПЗС-камера
- SOFIN: ПЗС-Спектрограф высокого разрешения (до R=170000)
- StanCam: 1 Мегапиксельная ПЗС-камера
- LuckyCam: Высокочастотная ПЗС-камера низкого шума L3Vision для метода удачных экспозиций
- TURPOL: UBVRI фото-поляриметр
- FIES: кросс-дисперсионный с высоким разрешением (до R = 60000) эшелле-спектрограф, изолированный от тепловой и механической нестабильности.

## Интересные факты
- В честь телескопа названа малая планета: 2857 NOT[англ.].